# Hasnat Khan
Hasnat Ahmad Khan (1 d'abril de 1958) és un cirurgià del cor i pulmó britànic i pakistanès. Va estar en una relació romàntica amb Diana, princesa de Gal·les del 1995 al 1997.

## Infantesa i educació
Khan nasqué el primer d'abril de 1958 a Jhleum, una ciutat de la província del Panjab, al Pakistan. És el més gran de quatre fills. El seu pare, Rashid Khan, graduat per la London School of Economics, va dirigir una fàbrica de vidre pròspera. Hasnat Kahn és cosí llunyà d'Imran Khan.

## Carrera
Fins al 1991 va treballar a Sydney (Austràlia) i a partir d'aleshores, a Londres. Va treballar al Royal Brompton Hospital a Londres del 1995 al 1996, després al London Chest Hospital. El 2000 va treballar al St. Bart's Hospital, i després al Harefield Hospital. El novembre de 2007 va dimitir del càrrec i va començar a dirigir un hospital de cardiologia a Malàisia. A data d'agost de 2013, Khan treballava com a consultor cirurgià toràcic al Basildon University Hospital.

## Vida privada

### Relació amb la princesa de Gal·les
Khan va tenir una relació de dos anys amb Diana de Gal·les, que es creu que el va descriure com a "Mr. Wonderful". El maig de 1996, Diana va visitar la família Khan a Lahore. Segons el majordom de Diana Paul Burrell, la princesa va trencar la relació el juny de 1997.
S'ha publicat que els amics de Diana havien descrit Hasnat com "l'amor de la seva vida" i que van parlar de la seva angoixa quan es va acabar la relació. Tanmateix, es creu que ell és reticent a parlar com d'important podria haver sigut ell o ella per ell. Khan va assistir a la cerimònia del funeral de Diana a l'abadia de Westminster el setembre de 1997.
El cirurgià cardíac va dir a la policia el 2004 que dubtava que ella hagués estat embarassada quan va morir, perquè sempre prenia pastilles anticonceptives. El març de 2008, Khan va dir en una declaració oficial a la investigació de Scott Baker de la mort de Diana que la seva relació havia començat a les darreries d'estiu de 1995, i que encara que ells havien parlat de casar-se, ell creia que ell hauria trobat la inevitable atenció mediàtica un "infern". Khan també va dir que creia que l'accident de trànsit que va matar Diana havia sigut un accident tràgic.

### Matrimoni
Kahn es va casar amb Hadia Sher Ali, de 28 anys, al Pakistan en un matrimoni de conveniència el maig de 2006. El juliol de 2008, Khan i Ali van sol·licitar el divorci en un consell d'arbitratge local a Islamabad.

## Als mitjans de comunicació
La relació entre Khan i la princesa Diana es va cinematografiar a la pel·lícula Diana (2013), dirigida per Oliver Hirschbiegel i basada en el llibre de Kate Snell Diana: Her Last Love (2001). Khan és interpretat per Naveen Andrews i Diana, per Naomi Watts.